# Jeffery Francis Beardsall
Jeffery Francis Beardsall (* 23. Oktober 1940 in Hereford, England; † 17. Mai 2015) war ein britischer Kunstmaler. Er lebte und arbeitete in Stuttgart.

## Leben
Jeffery Beardsall verbrachte seine Kindheit und Jugend in Wales und England. Seine künstlerische Ausbildung begann 1960 am Sheffield College of Arts. Ab 1963 studierte er an der renommierten Slade School of Fine Art am University College London. Er schloss dort sein Studium 1967 mit einem Diplom in Bildender Kunst und – nach einem Postgraduiertenkolleg – in Printmaking ab. Zu seinen Lehrern zählten unter anderem Frank Auerbach, Sir William Coldstream und Anthony Gross. Im selben Jahr gründete er die Firma Studio Prints in London. Zwei Jahre später übersiedelte er nach New York, um dort seine Arbeit mit seiner zweiten Firma Studio Prints II fortzusetzen. Beardsall begann sich einen Namen zu machen mit der Anfertigung von Original-Monotypien für Motherwell und Radierungen für Salvador Dalí. In dieser Zeit entwickelte Jeffery Beardsall ein Druckverfahren zur Herstellung von Monotypien auf Papier, das für sein eigenes künstlerisches Werk wegweisend wird. Für diese spezielle Verfahrensmethode der Papierfaltung und Direktbedruckung erhielt er 1975 die Auszeichnung John S.Guggenheim-Fellowship. Beardsall konzentrierte sich von nun an ganz auf seine eigene künstlerische Arbeit. Ab 1985 lebte Jeffery Beardsall in Stuttgart.

## Werk
Die Arbeit von Jeffery Beardsall lässt sich in keine bekannte Kategorie einordnen. Er malte auf Papier und Leinwand und bewegte sich in seinen Motiven zwischen Abstraktion und gegenständlichen Elementen, im Wesentlichen inspiriert durch vielfältige Reiseeindrücke aus Nord- und Südamerika, Afrika und Europa. Hintergrund der Bilder sind meist Monotypien auf Papier, die durch ihre besondere Faltung sowie malerischen Komponenten mit Kreide, Öle, Acryl und Pigmenten ihren unverwechselbaren, meist plastischen Charakter gewinnen.
Im Entstehungsprozess der Monotypie sah sich Jeffery Beardsall als integrale, gleichwertige Komponente. Dem Zufall wird neben dem geplanten Design ein konstituierender Spielraum eingeräumt. Vor allem spielten aber Farben in ihrem ganzen Spektrum, ihrer Kombination und Leuchtkraft sowie ihrer energetischen Wirkung auf den Betrachter eine ganz besondere Rolle im Schaffen des Künstlers. Diese belegte er auch mit den Worten “To make color sing … I want people to be able to enter the painting by the emotion of colors, movement- and not by theories of someone talking about my work.”
Für sein Werk hat Jeffery Beardsall zahlreiche internationale Preise und Auszeichnungen erhalten. Dazu gehören:
- John S. Guggenheim Fellowship (USA)
- Print Making Award (England)
- Post Graduate Print Making Award (England)
- The Samuel Biggin Painting Prize (England)

Die Arbeiten sind vertreten in internationalen Museen wie z. B. in der Staatsgalerie Stuttgart, Musee d´Art et Histoire Geneve, Whitney Museum of American Art, Museum of Modern Art Towers in New York.

## Publikationen / Literatur
- Artist Proof, 1970
- The Print Collectors Newsletter, 1975, 1976, 1978
- SKY, 1976
- Art in America, jan. 1980
- Grand Reportage, 1981
- Architectural Digest, 1975, 1983, 1984